# سارواکاتی جنوبی
سارواکاتی جنوبی (به لاتین: South Sarwakati) یک منطقهٔ مسکونی در بنگلادش است که در ناحیه پیروج‌پور واقع شده‌است.